# Silvestras Žukauskas
Silvestras Žukauskas (en russe : Сильвестр Константинович Жуковский, Silvestre Konstantinovitch Joukovski), né le 31 décembre 1860 à Poškiečiai-Dovainiškiai, près de Pakruojis, mort le 26 novembre 1937 à Kaunas, général de la Russie impériale puis de Lituanie.

## Biographie
Issu de la noblesse du gouvernement de Kowno, il fait ses études à l'école Mariampolsky, en 1881 à l'école des cadets d'infanterie de Wilna, pour en sortir sous-lieutenant dans le 112erégiment de l'Oural. En 1887, il passe lieutenant, est versé dans le 176e régiment d’infanterie Perevolotchenski et progresse jusqu'à commander une compagnie.
Nommé lieutenant-colonel en 1908, il commande un bataillon du 131e régiment de Tiraspol puis passe colonel en 1911.
La Première Guerre mondiale le voit commandant du 314e régiment d'infanterie de Novoskolkovo où il brille et reçoit la croix de l'Ordre de Saint-Georges (décret impérial du 4 juillet 1916). Puis commande la 2e brigade de la 1re division d'infanterie, le 8 novembre est fait major-général et le 18 novembre commande toute la division.
Après l'effondrement de l'empire russe, il retourne en Lituanie en 1917 et est fait ministre de la défense en 1918. Devient chef d'état-major des forces armées lituaniennes en 1919 puis commandant en chef des armées le 9 mai 1919 un court moment, puis rappelé pendant un an. De nouveau nommé commandant en chef du 6 juin 1923 à janvier 1928 lorsqu'il prend sa retraite.

## Décorations

### Empire russe
- Ordre de Saint-Stanislas - IIe classe (1905),
- Ordre de Saint-Stanislas IIIe classe,
- Ordre de Sainte-Anne - IIe classe (1911),
- Ordre de Sainte-Anne - IIIe classe (1899),
- Ordre de Sainte-Anne - IVe classe,
- Ordre de Saint-Vladimir - IIIe classe avec épées,
- Ordre de Saint-Vladimir - IVe classe avec épées et ruban,
- Arme de Saint-Georges (1916).

### Lituanie
- Ordre de la Croix de Vytis Ire classe (1927)
- Ordre de la Croix de Vytis IIe classe (1919)
- Ordre de la Croix de Vytis Ire classe (1919)
- Ordre de Gediminas grand commandeur (1927)
- Médaille des fondateurs volontaires de l'armée lituanienne (1928)

### Lettonie
- Ordre militaire Lāčplēsis de IIe classe (1926)
- Médaille du 10e anniversaire de la guerre pour l'indépendance de la Lettonie (1929)

### Tchécoslovaquie
- Croix de guerre 1918 (1926)

## Sources
- (en) Cet article est partiellement ou en totalité issu de l’article de Wikipédia en anglais intitulé « Silvestras Žukauskas » (voir la liste des auteurs).

- (ru) Cet article est partiellement ou en totalité issu de l’article de Wikipédia en russe intitulé « Жуковский, Сильвестр Константинович » (voir la liste des auteurs).